# Ужахова, Эллина Олеговна
Эллина Олеговна Ужахова (18 июля 1982, Целиноград) — казахстанская гребчиха-байдарочница, выступала за сборную Казахстана в первой половине 2000-х годов. Участница летних Олимпийских игр в Афинах, серебряная призёрка Азиатских игр, победительница многих турниров республиканского и международного значения.

## Биография
Эллина Ужахова родилась 18 июля 1982 года в Целинограде. Активно заниматься греблей начала с раннего детства, в период 1988—1999 проходила подготовку во 2-м училище олимпийского резерва.
Первого серьёзного успеха на взрослом международном уровне добилась в 2002 году, когда попала в основной состав казахстанской национальной сборной и побывала на Азиатских играх в корейском Пусане, откуда привезла награду серебряного достоинства, выигранную вместе с напарницей  Натальей Сергеевой в зачёте двухместных байдарок на дистанции 500 метров. Также стартовала здесь в четвёрках на пятистах метрах, но в решающем заезде показала лишь четвёртый результат, немного не дотянув до призовых позиций.
Благодаря череде удачных выступлений в возрасте двадцати двух лет удостоилась права защищать честь страны на летних Олимпийских играх 2004 года в Афинах — совместно с той же Сергеевой в полукилометровой гонке двоек сумела дойти только до стадии полуфиналов, где финишировала шестой. Вскоре по окончании этих соревнований приняла решение завершить карьеру профессиональной спортсменки, уступив место в сборной молодым казахстанским гребчихам.